# Air Namibia
Air Namibia (Pty) Limited, operativa con il nome di Air Namibia era la compagnia aerea di bandiera della Namibia con base a Winhoek. Operava voli commerciali domestici, regionali ed internazionali, insieme a servizi di cargo avendo come hub internazionale l'Aeroporto Internazionale Hosea Kutako di Windhoek, in Namibia. Aveva anche una piccola base per i voli domestici presso l'Aeroporto di Windhoek-Eros.
Da dicembre 2013, la compagnia era interamente di proprietà del governo namibiano. Air Namibia era membro sia dell'IATA che dell'African Airlines Association.

## Storia
Nata con il nome di South West Air Transport, comincia ad essere operativa dal 1948. Nel 1959 dopo la fusione con la Oryx Aviation diventa la
South West Airways, e nel 1978 assume il nome di Namib Air.
Nel 1982 il governo acquisisce la quota di maggioranza della compagnia nominandola compagnia nazionale nel 1987. Nel 1991, dopo il riconoscimento dell'indipendenza della Namibia, il nome viene cambiato definitivamente in Air Namibia.
Agli inizi degli anni novanta Cessna 414, Cessna F406 Caravan, Beechcraft 1900 e DHC-8 erano utilizzati per i voli interni, mentre nel 1999 vennero presi in leasing alcuni Fokker F28; fino al 2007 i mezzi principali per i voli regionali erano comunque 4 Boeing 737-200.
Verso la metà del 1991 Air Namibia cominciò ad operare i primi voli a lunga distanza verso Francoforte e Londra con un Boeing 747SP, preso in leasing dalla South African Airways. Nel 1998 fu sostituito da un Boeing 767-300ER dell'ormai defunta Ansett Australia, sempre in leasing, sostituito a sua volta nell'agosto del 1999 da un Boeing 747-400.
Dopo 5 anni di servizio, l'aereo si dimostrò troppo grande e dispendioso per i fabbisogni della compagnia e nel 2004 venne venduto; come successore venne scelto l'Airbus A340-300. In attesa della loro consegna vennero immessi in servizio due McDonnell-Douglas MD-11 in leasing. Nel 2006 entrambi gli aerei hanno lasciato la flotta e i due Airbus A340-300 immessi in servizio. 
Tra la fine del 2013 e l'inizio del 2014 gli Airbus A340-300 hanno lasciato la flotta di Air Namibia venendo sostituiti dai nuovi Airbus A330-200.
La compagnia è stata chiusa e liquidata l'11 febbraio 2021 dal governo della Namibia a causa dei debiti accumulati e della dipendenza economica dalle casse dello stato.

## Flotta

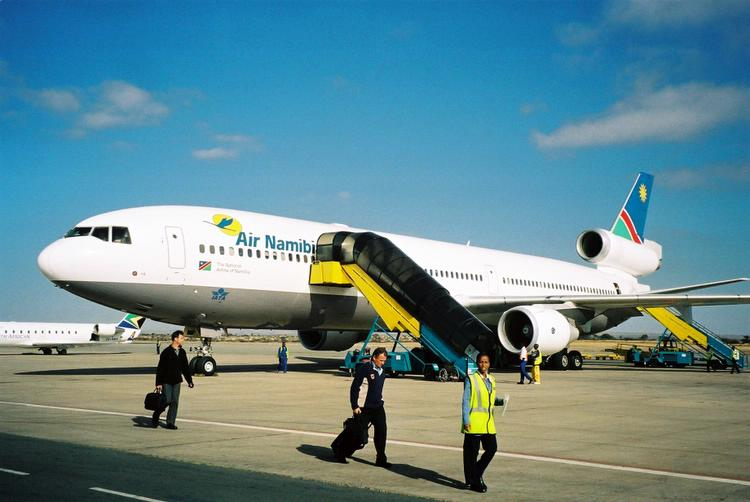
MD-11 di Air Namibia

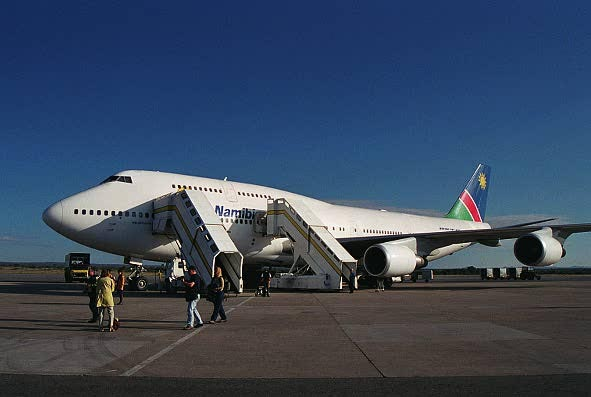
Boeing 747-400 di Air Namibia

Al momento della chiusura, la flotta di Air Namibia era costituita dai seguenti aeromobili:

## Incidenti
- Il 1 dicembre 2015, un Airbus A330-200, registrato V5-ANO, durante il volo SW-285 (partito il giorno prima) da Windhoek (Namibia) a Francoforte sul Meno (Germania), era in fase di approccio verso la pista 25L a Francoforte quando è stato colpito da un fulmine. L'aeromobile è atterrato senza pericoli. Tuttavia, l'aereo non è stato in grado di ripartire ed era ancora a Francoforte 39 ore dopo l'atterraggio.[9]
- Il 14 gennaio 2016, un Airbus A319-100 di Air Namibia, registrato V5-ANL durante il volo SW-304 da Luanda (Angola) a Windhoek (Namibia), durante la fase di approccio verso la pista 08 dell'aeroporto internazionale di Windhoek, ha colpito un volatile danneggiando uno dei pannelli della radice dell'ala destra. L'aeromobile ha continuato il volo atterrando senza pericoli.[10]